# Gare du Grand Tronc (Weston)
La Gare du Grand Trunk était une station de chemin de fer historique à Weston en Ontario. 

## Histoire
La station a été construite en 1856 par le chemin de fer du Grand Tronc reliant Chicago avec Montréal et Portland (Maine). Le Grand Tronc avait sa voie ferroviaire du nord-ouest à l'est, presque parallèle au chemin Weston. Heureusement pour les villageois, le chemin de fer inclut un arrêt à Weston, donnant un boom économique à la ville. En 1869, le chemin de fer Toronto, Grey et Bruce a commencé son service à Weston, ajoutant à la croissance du village.

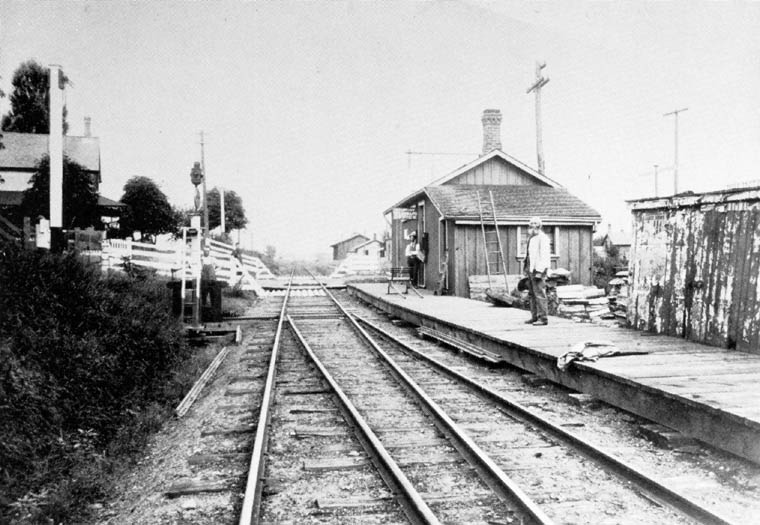
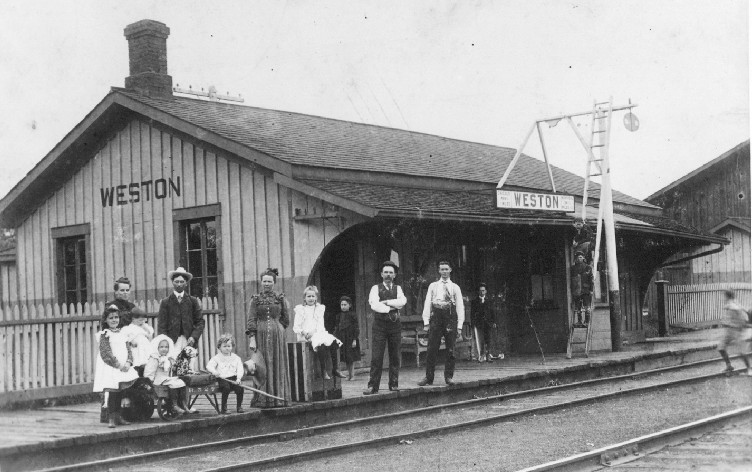